# Coln St. Dennis
Coln St. Dennis – wieś w Anglii, w hrabstwie Gloucestershire, w dystrykcie Cotswold. Leży 28 km na wschód od miasta Gloucester i 124 km na zachód od Londynu.